# Um Brasileiro no Dia D
Um Brasileiro no Dia D é um documentário brasileiro de 2006.

## Sinopse
Filmado em 2004 e produzido, roteirizado e co-dirigido pelo músico João Barone, este documentário cobre as comemorações dos sessenta anos do Dia D em Arromanches, Normandia, com Barone percorrendo com seu jipe sítios da região relacionados ao evento como a Ponte Pegasus, Sainte-Mère-Église, Carentan e o cemitério de Colleville-sur-Mer.
Ao mesmo tempo fornece o perfil do aviador franco-brasileiro Pierre Clostermann, único brasileiro conhecido a participar do Dia D. Este é homenageado com a Medalha do Mérito Santos-Dumont por uma comitiva de pracinhas composta, entre outros, pelos Brigadeiros Rui Moreira Lima e José Rebelo Meira de Vasconcelos.

## Lançamento
Lançado em DVD em novembro de 2006 como parte da revista Aventuras na História - Grandes Guerras, da Editora Abril.